# Pristigenys niphonia
Pristigenys niphonia is een straalvinnige vissensoort uit de familie van grootoogbaarzen (Priacanthidae). De wetenschappelijke naam van de soort is voor het eerst geldig gepubliceerd in 1829 door Cuvier.